# Jodrellia
Jodrellia és un gènere de plantes amb flors de la família de les Asphodelaceae, descrit per primera vegada com a gènere el 1978. El gènere és originari de l'Àfrica oriental, austral i central i té dues espècies reconegudes.
Espècies
1. Jodrellia fistulosa (Chiov.) Baijnath - Etiòpia, Eritrea, Tanzània, Malawi, Zàmbia, Zimbàbue
2. Jodrellia migiurtina (Chiov.) Baijnath - Etiòpia, Somàlia, Kènia